# The Dark Mirror
The Dark Mirror (bra: Espelho d'Alma ou Espelhos da Alma; prt: O Espelho da Alma) é um filme noir estadunidense de 1946, dos gêneros suspense psicológico e mistério, dirigido por Robert Siodmak, e estrelado por Olivia de Havilland e Lew Ayres. A produção marca o retorno de Ayres ao cinema após sua objeção de consciência ao servir na Segunda Guerra Mundial.
O filme possui forte influência expressionista, e seu enredo retrata uma intriga que ocorre entre duas irmãs gêmeas, vividas por de Havilland, que recebeu inúmeros elogios por suas atuações notáveis. A produção também antecipou o filme de psicodrama e mistério "As Três Faces de Eva" (1957), do produtor/roteirista Nunnally Johnson.
De Havilland começou a experimentar o método de interpretação na época, e insistiu que todos os integrantes do elenco se encontrassem com um psiquiatra.

## Sinopse
Ruth Collins (Olivia de Havilland) é a principal suspeita de assassinar um médico proeminente da sociedade, mas o fato de ela ter uma irmã gêmea, Theresa "Terry" Collins (Olivia de Havilland), acaba complicando o caso. Quando testemunhas oculares não conseguem distinguir as duas mulheres, ambas apelam e conseguem ser soltas. O caso desperta o interesse do Dr. Scott Elliott (Lew Ayres), um psiquiatra especializado no estudo de gêmeos, que convence as irmãs a submeterem-se a uma avaliação psiquiátrica, como um caso rotineiro de estudo. Porém, ambas as irmãs se apaixonam por ele, e emerge um período de ciúme, enquanto a psicose de uma delas ameaça a vida dos três. Uma das duas pensa que está enlouquecendo, enquanto a outra já é louca. A principal pergunta que cerca todos os problemas é: afinal, quem é quem?

## Elenco
- Olivia de Havilland como Theresa "Terry" Collins / Ruth Collins
- Lew Ayres como Dr. Scott Elliott
- Thomas Mitchell como Tenente Stevenson
- Richard Long como Rusty
- Charles Evans como Promotor Girard
- Garry Owen como Franklin
- Lela Bliss como Sra. Didriksen
- Lester Allen como George Benson
- William Halligan como Sargento Temple
- Ida Moore como Sra. O'Brien
- Lane Watson como Mike
- Lane Chandler como Interno (não-creditado)

## Psicologia anormal em Hollywood
"The Dark Mirror" é um melodrama representativo de um gênero emergente de Hollywood na década de 1940, que retratava a psicologia anormal e seu tratamento através da psicanálise.
O tratamento cinematográfico do tema em "The Dark Mirror" refletiu as raízes de Siodmak no expressionismo alemão. O historiador de cinema Andrew Sarris observou que Siodmak, que fugiu da Europa dominada pelos nazistas em 1940, fazia filmes hollywoodianos "mais alemães do que seus filmes [alemães]". A aplicação das técnicas do expressionismo alemão são evidentes através do uso de sombras claras e escuras, distorções nos efeitos sonoros e nos diálogos, e o uso de espelhos para enfatizar a descendência psicótica dos personagens, culminando em um "genuíno tour de force".
Siodmak dirigiu uma série de dramas psicológicos nos anos seguintes, incluindo "Phantom Lady", "Christmas Holiday", "The Suspect" (os três de 1944), "The Strange Affair of Uncle Harry" (1945), e "The Killers" (1946), com o último sendo uma adaptação do conto homônimo de Ernest Hemingway.

## Recepção
Quando lançado pela primeira vez, a revista Variety deu ao filme uma crítica mista, escrevendo: "The Dark Mirror abrange toda a gama de temas atualmente em voga nas bilheterias – da psiquiatria ao romance, de volta ao truque de dupla identidade e ao mistério de assassinato. Mas, apesar dos ingredientes individualmente potentes, de alguma forma o composto não decola completamente ... Lew Ayres é escalado para seu papel familiar de médico – um especialista em gêmeos idênticos. Um pouco mais velho e com bigode, Ayres ainda mantém muito de sua atraente sinceridade juvenil. Mas nos clichês românticos, Ayres é rígido e parece um pouco envergonhado. Colhendo honras temáticas, apesar de um papel relativamente leve, Thomas Mitchell interpreta o idiota confuso com uma sagacidade irônica e uma atitude segura que segura a crença".
Em sua biografia de 2019, "Olivia de Havilland: Lady Triumphant", Victoria Amador cita a crítica de James Agee, de 9 de novembro de 1946, no The Nation: "Eu gostei muito da atuação de Olivia de Havilland", Agee escreveu. "Ela é há muito tempo uma das mulheres mais bonitas do cinema; ultimamente ela não apenas ficou mais bonita do que nunca, mas também começou a atuar".
Bosley Crowther, em sua crítica para o The New York Times, escreveu: "The Dark Mirror, como muitos de sua laia, sofre com a falta de engenhosidade de seu autor para resolver seu quebra-cabeça de maneira satisfatória. Como em seu mistério anterior e superior, The Woman in the Window, o Sr. Johnson resolve o problema com um pouco de malandragem que não dá crédito à sua habilidade. Ainda assim, é preciso reconhecer o Sr. Johnson por manter seu público na dúvida, embora nem sempre entretido".
Em uma crítica para o The Daily Telegraph, Josephine O'Neill escreveu: "Este drama psicológico cativante enquadra uma atuação notável de Olivia de Havilland ... tão atencioso e sutil que cada garota se torna uma personalidade bem definida no início do filme. Aquele truque da produção de joias com identidade para diferenciar o par é desnecessário. Na verdade, Olivia é o trabalho do ano do Oscar ... A produção quieta e distinta ... obtém uma quantidade extraordinária de suspense com o mínimo de ação ... A direção inteligente e discreta de Robert Siodmak é tão incomum quanto seu elenco ... [Lew] Ayres faz um trabalho delicado, sensível e encantador. Thomas Mitchell ... está em excelente forma ... faz muito tempo que Mitchell não tem uma história tão boa. Resumindo: um dos melhores da categoria".
Em 1991, Geoffrey O'Brien, do The New York Review of Books, incluiu o filme em uma lista de 16 produções intitulada "The Return of Film Noir!" ("O Retorno do Filme Noir!")
No Rotten Tomatoes, site agregador de críticas, o filme detém uma classificação de 71%, baseada em 7 críticas. O website destaca a crítica de Richard Brody para o The New Yorker: "Sua evocação do destino biológico transforma o romance modernista em tragédia".

## Refilmagem
"The Dark Mirror" foi refilmado como um telefilme em 1984, com Jane Seymour como as irmãs gêmeas, Stephen Collins como o psiquiatra, e Vincent Gardenia como o detetive.

## Prêmios e indicações
| Ano  | Cerimônia | Categoria                | Indicado        | Resultado |
| ---- | --------- | ------------------------ | --------------- | --------- |
| 1947 | Oscar     | Melhor história original | Vladimir Pozner | Indicado  |